# Roma Cabo
Roma Cabo foi uma empresa de telecomunicações brasileira sediada em Belém, Pará. Pertencente ao Grupo Roma, explorava serviços de internet e telefonia fixa via fibra ótica nos municípios de Belém e Ananindeua.

## História
A empresa foi fundada em 2001 como ORM Cabo, sendo uma empresa integrante das Organizações Rômulo Maiorana (atual Grupo Liberal).
Para expansão de sua rede de fibra ótica, a empresa fez um empréstimo de 10 milhões ao Banco da Amazônia que serve também como sinal fechado da Rede Globo.
Em 22 de setembro de 2010, o Conar decidiu alterar uma publicidade da ORM Cabo, com uma frase aonde dizia que o serviço é imune às condições climáticas.
Em março de 2018, após a cisão entre os sócios da ORM, a ORM Cabo e outras empresas passaram ao comando de Rômulo Maiorana Júnior, passando a integrar em 13 de maio o Grupo Roma. Ao mesmo tempo, a ORM Cabo passava a se chamar Roma Cabo.
Em 10 de março de 2021, é anunciado o fim dos serviços de televisão por assinatura, sendo incorporado para a Sky Brasil, junto com os seus clientes. A migração acontece em breve e a operadora passa a vender apenas os serviços de internet e telefonia fixa. Em 1 de maio, os serviços de migração de TV por Assinatura para a SKY são concluídos, se tornando uma rede credenciada e os serviços de telecomunicações passam a se chamar Roma Sat. Porém, a operadora ainda usa o nome Roma Cabo comercialmente. Em meados de 2023, o serviço foi descontinuado.